# Forrellat
|  | No s'ha de confondre amb forrellat (arma). |

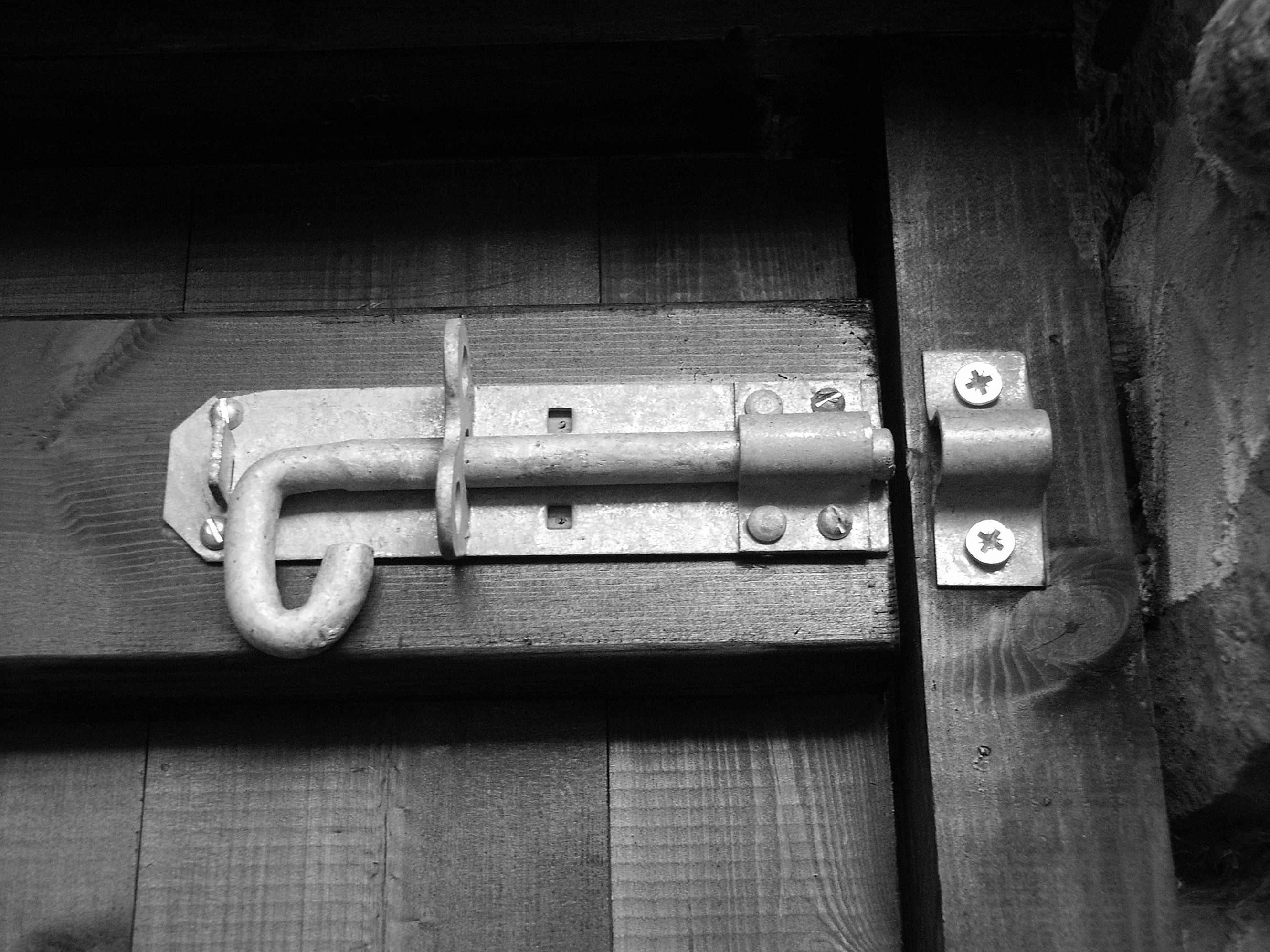
Forrellat de croc

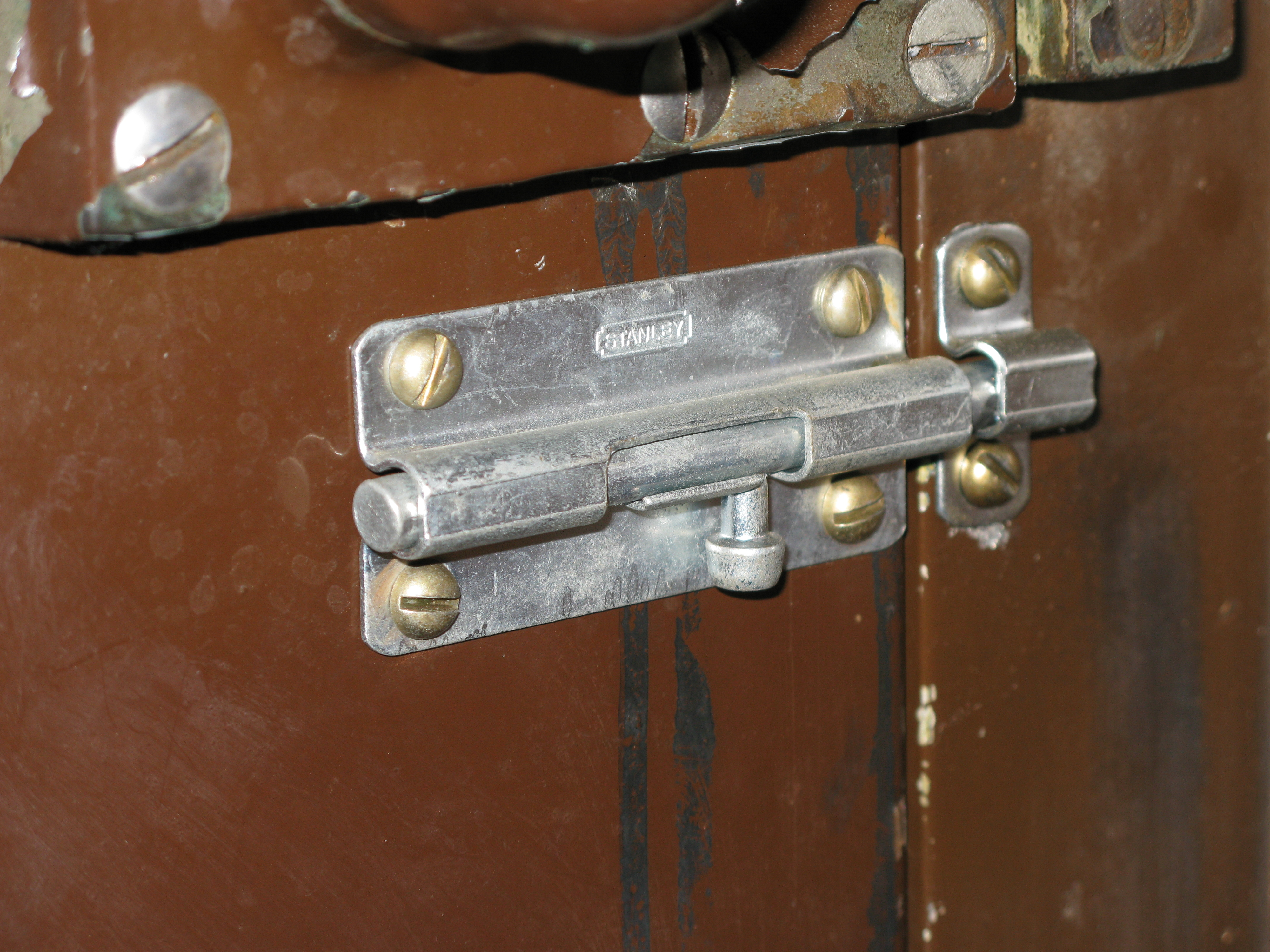
Forrellat de seguretat

Un forrellat o passador és una barreta cilíndrica de ferro amb maneta normalment en forma de T o L, que està sostinguda horitzontalment per dues armelles i que entra en una altra o un forat que es disposa a aquest efecte. Serveix per a tancar i ajustar una porta o una finestra amb el bastiment o una amb una segona fulla si la porta o la finestra és de dues fulles.

## Tipus de forrellat
Hi ha una mena de forrellat que té una peça de ferro cilíndrica o plana aplicada sobre una planxa de ferro colat, cisellat o estampat i que s'introdueix dins d'un tancador mitjançant un botó o una peça tornada.
- Baldó, bauló o baldell: Hi ha petits forrellats d'aquesta classe (o giratoris) anomenats baldons[4] o baldes.[5]
- Llisquets, reben el nom de llisquets verticals[6] els de dalt i baix de les portes que llisquen verticalment i que serveixen per a tancar les portes de dimensions grans.
- Forrellat de seguretat és el que té previst a l'extrem del percurs un tomb de 90°, amb una peça que no el deixa córrer enrere una vegada tancat. Els fusells amb accionament tipus forrellat reben aquest nom perquè empren exactament aquest mateix principi.[7]
- Forrellat de croc funciona d'una manera semblant, però és el croc que l'impedeix de tornar enrere un cop girat a 90°.

## Origen històric
| «                                           | "Penèlope va pujar per l'alta escala que portava fins a la seva estança i va agafar amb mà ferma la clau de bronze de suau curvatura i mànec d'ivori ... va deslligar la corretja de l'anell, va ficar la clau al pany i va córrer el forrellat amb decisió. | » |
| — Homer, Odissea , cant XXI. Segle VIII aC. | |   |

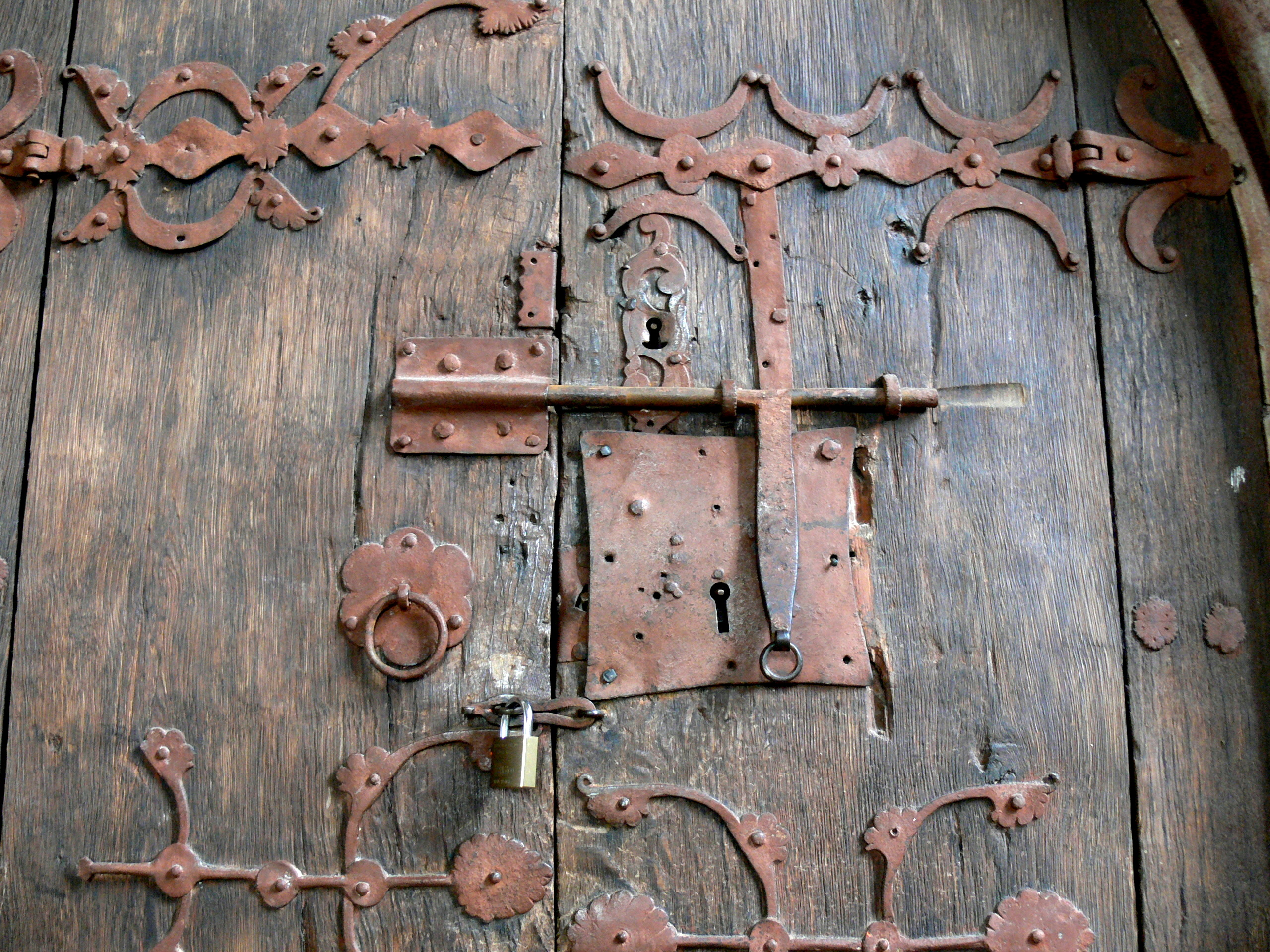
Forrellat clàssic

El model més simple de pestell, contemporani a la Xina i Grècia, i que encara s'utilitza avui, consistia en una esquerda a la porta per introduir-hi un palet corb que eleva el pestell, així, ficant la seva punta pel forat a la recerca del forrellat, la porta s'obria al córrer o aixecar-lo. Aquest arcaic sistema de seguretat es va anar perfeccionant afegint al forrellat passadors de fusta, que en tancar s'introduïen en forats. Era l'origen de les claus de "forrellat amb llengüeta" i "forrellat amb pestell".
En els jaciments arqueològics romans és freqüent trobar passadors i claus de ferro, encara que la majoria van haver de ser de fusta. A la fi del segle i aC apareixen panys més complexes, amb claus i forrellats metàl·lics en què la clau aixecava les llengüetes o fiadors i corria així el forrellat. El següent pas en la inventiva de la seguretat serrallera va ser una molla de ferro que empenyia les llengüetes als forats mantenint a pressió dins d'elles. El forrellat donava pas al pany.

## Fallebes i cremones

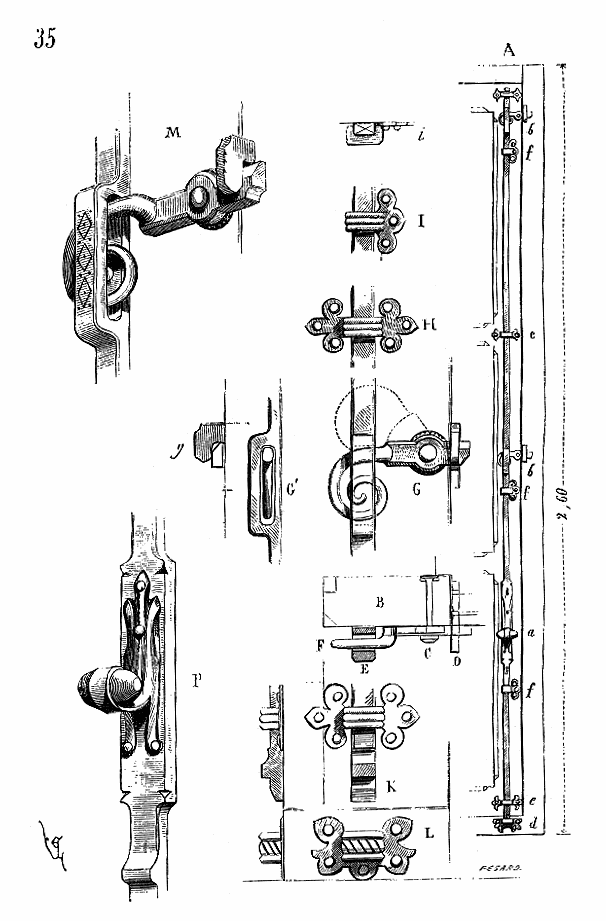
cremones del castell de Chastellux, prop de Carré-les-Tombes, al Yonne francès.

Per la seva banda, el sistema de panys o pestells verticals conegut com a cremona, més sofisticat i relativament contemporani, similar al tradicional forrelat de falleba, consisteix en un mecanisme enginyós que tira 2 pestells amb un sol gir del tirador. Una moderna cremona es compon del tirador o cremona, pròpiament dits, la vareta, els suports pont per la vareta (segons la seva longitud) i, opcionalment, ganxos de tancament i 'tancadores' de dues puntes.